# Asacza
Asacza (ros. Асача) – wygasły wulkan złożony na półwyspie Kamczatka w Rosji.

## Geografia
Masyw wulkaniczny w południowej części półwyspu Kamczatka w Rosji, ok. 90 km od Pietropawłowska Kamczackiego, na południowy zachód od wulkanów Mutnowskij i Goriełyj . Składa się z wulkanów powstałych w okresie od plejstocenu do holocenu, zajmując powierzchnię 300 km² . Osiąga maksymalną wysokość 1910 m n.p.m.
Grupa obejmuje starszy geologicznie wulkan tarczowy Asacza, stratowulkan Żołtyj (ros. Жёлтый), młodszy stratowulkan Asacza i mniejszy stożek wulkaniczny Tumanow (ros. Туманов) . Starszy wulkan Asacza znajduje się w centrum masywu i zajmuje powierzchnię 200–250 km² . W jego północnej części leży młodszy stratowulkan Asacza zwieńczony kraterem . We wschodniej, prawie szczytowej części stratowulkanu powstał andezytowy stożek wulkaniczny Tumanow . W południowo-wschodniej części masywu leży stratowulkan Żełtyj . Po bokach wulkanów Asacza znajduje się dziesięć kopuł wulkanicznych (o średnicy od 0,5 do 1 km ), powstałych przede wszystkim w plejstocenie . Z wczesnego holocenu pochodzą bazaltowe stożki żużlowe wzdłuż zachodnich i południowych zboczy kompleksu . U południowego podnóża masywu znajdują się źródła termalne .
Masyw leży w obrębie parku przyrody „Wulkany Kamczatki” (do 2010 roku na terenie parku przyrody „Jużno-Kamczatskij”)  – a od 1996 roku znajduje się na obszarze wpisanym na listę światowego dziedzictwa kulturowego UNESCO pod nazwą „Wulkany Kamczatki” .

## Aktywność
Wulkan uznawany jest za wygasły – nie odnotowano żadnych jego erupcji w holocenie  .
W 1983 roku w rejonie Żołtyja miały miejsca liczne trzęsienia ziemi, które zwykle towarzyszą magmie podnoszącej się z głębi ziemi na jej powierzchnię . Może to sugerować, że wulkan obudzi się w niedalekiej przyszłości .